# جاك سترونج (فلم)
جاك سترونج (بالإنجليزية: Jack strong) هو فيلم إثارة سياسي بولندي تم إصداره عام 2014 من إخراج و تأليف فلاديسلاف باسيكوفيسكي ، و بطولة مارسين دوروسينكسي ، مايا أوستازوسكا.

## قصة
يستند فيلم إلى القصة الحقيقية لـ ريزارد كوكلينسكي وهو عقيد في الجيش البولندي تجسس لصالح وكالة المخابرات المركزية الأمريكية خلال ذروة الحرب الباردة.
سيرة ذاتية لجاسوس استطاع أن يتحدى الإمبراطورية السوفيتية، وذلك بالتزامن مع التخطيط لمناورات لقوات حلف وارسو، حيث أن عقيد الجيش (ريزارد كوكلينسكي) لديه حق الوصول للأسرار الخطيرة، وقد علم بالهجوم النووي المضاد الذي تجهز له أمريكا ضد القوات السوفيتية وذلك على الأراضي البولندية.

## الممثلين
| ممثلين            | الدور/الوظيفة     |
| ----------------- | ----------------- |
| مارسين دوروسينكسي | ريزارد كويكلينسكي |
| ماجا أوستازوسكا   | هانا كويكلينسكا   |
| داجمارا دومينزيك  | سو                |
| جيف باريل         | جونز              |
| ميرسلو باكا       | بوتك              |
| زبجنيو زماشوسكي   | جيندرا            |
| باتريك ويلسون     | دانيل             |

## روابط خارجية
جاك سترونج على موقع IMDb (الإنجليزية)
- جاك سترونج على موقع ميتاكريتيك (الإنجليزية)
- جاك سترونج على موقع روتن توميتوز (الإنجليزية)
- جاك سترونج على موقع قاعدة بيانات الأفلام العربية
- جاك سترونج على موقع ألو سيني (الفرنسية)
- جاك سترونج على موقع أول موفي (الإنجليزية)
- جاك سترونج على موقع فيلمافينيتي (الإسبانية)
- جاك سترونج على موقع قاعدة بيانات الأفلام السويدية (السويدية)
- جاك سترونج على موقع قاعدة بيانات الفيلم (الإنجليزية)
- جاك سترونج على موقع ليتربوكسد (الإنجليزية)